# 易宪容
易宪容（1958年—），江西上高人，中国金融学家。2010年12月，被30万中国网民公推为与郎咸平、戴旭、时寒冰、郭一平、于建嵘、张宏良、曹建海、孙锡良并列的“中国互联网九大风云人物”之一。

## 生平
1982年，易宪容入华东师范大学，1986年获学士学位，1989年获硕士学位。
1989年至1994年，任职于湖南师范大学，1993年由讲师升为副教授。
1994年，入中国社会科学院研究生院财贸系就读，1997年获博士学位。
1997年7月至1999年9月，入中国人民大学经济学博士后流动站任职。
1998年至2000年，在香港大学经济金融学院随张五常教授学习并工作。
1999年7月，他赴台湾国立清华大学进行访问研究。
1998年起，他成为国际新制度经济学学会会员。
2000年，任中国社会科学院金融研究所研究员、中国社会科学院金融研究所金融发展室主任。
2007年，辞去中国社科院金融研究所金融发展室主任，仍在社科院任职。
2015年，调任青岛大学，担任青岛财富管理研究院和青岛互联网金融研究院院长、青岛大学学术委员会副主任、博士生导师、教授。

## 著作
著有《现代合约经济学导论》、《交易行为与合约选择》、《科斯经济思想研究》、《金融市场与制度选择》、《现代经济学入门》（合著）、《金融市场的合约分析》、《经济学与经济的迷思》、《金融市场的震荡与发展》、《经济繁荣与权力运作》、《行为金融学》、《现代金融理论前沿》、《香港的强积金制度研究》、《经济生活中的智慧》、《婚纱照的陷阱》、《股市牛虻》、《银行改革的徘徊》等。
译有《佃农理论》、《经济解释》、《公司治理》等。